# Schefflera arboricola
Schefflera arboricola (sinònim Heptapleurum arboricola) és una planta dins la família Araliaceae, originària de Taiwan. Es fa servir com a planta d'interior i, a la costa, com a planta d'exterior.
És un arbust de fulla persistent que fa de 3-6 m d'alt que pot enfilar-se o no pels troncs dels arbres. Les fulles són compostes palmades amb 7-9 folíols els quals fan 9-20 cm de llarg i de 4-10 cm d'ample en estat silvestre. Les flors es fan en una panícula de 20 cm de petites umbel·les cadascuna amb 5-10 flors.
És fàcil de cultivar, se n'han seleccionat nombroses cultivars sovint variegades, la més coneguda de les quals és 'Gold Capella'.
També se'n fan bonsais.

## Cultiu
Prefereix alta lluminositat, però s'adapta a altres nivells de llum. No vol una humectació excessiva.

## Arrels aèries
Sota condicions adequades aquesta planta produeix l'arrel aèria que, quan arriben al sòl passen a ser arrels completament funcionals. Això li dona una aparença atractiva i interessant.